# Salamandrina
Salamandrina là một chi động vật lưỡng cư trong họ Salamandridae, thuộc bộ Caudata. Chi này có 2 loài và không bị đe dọa tuyệt chủng.

## Hình ảnh

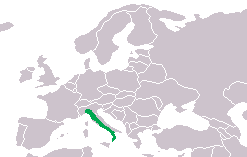
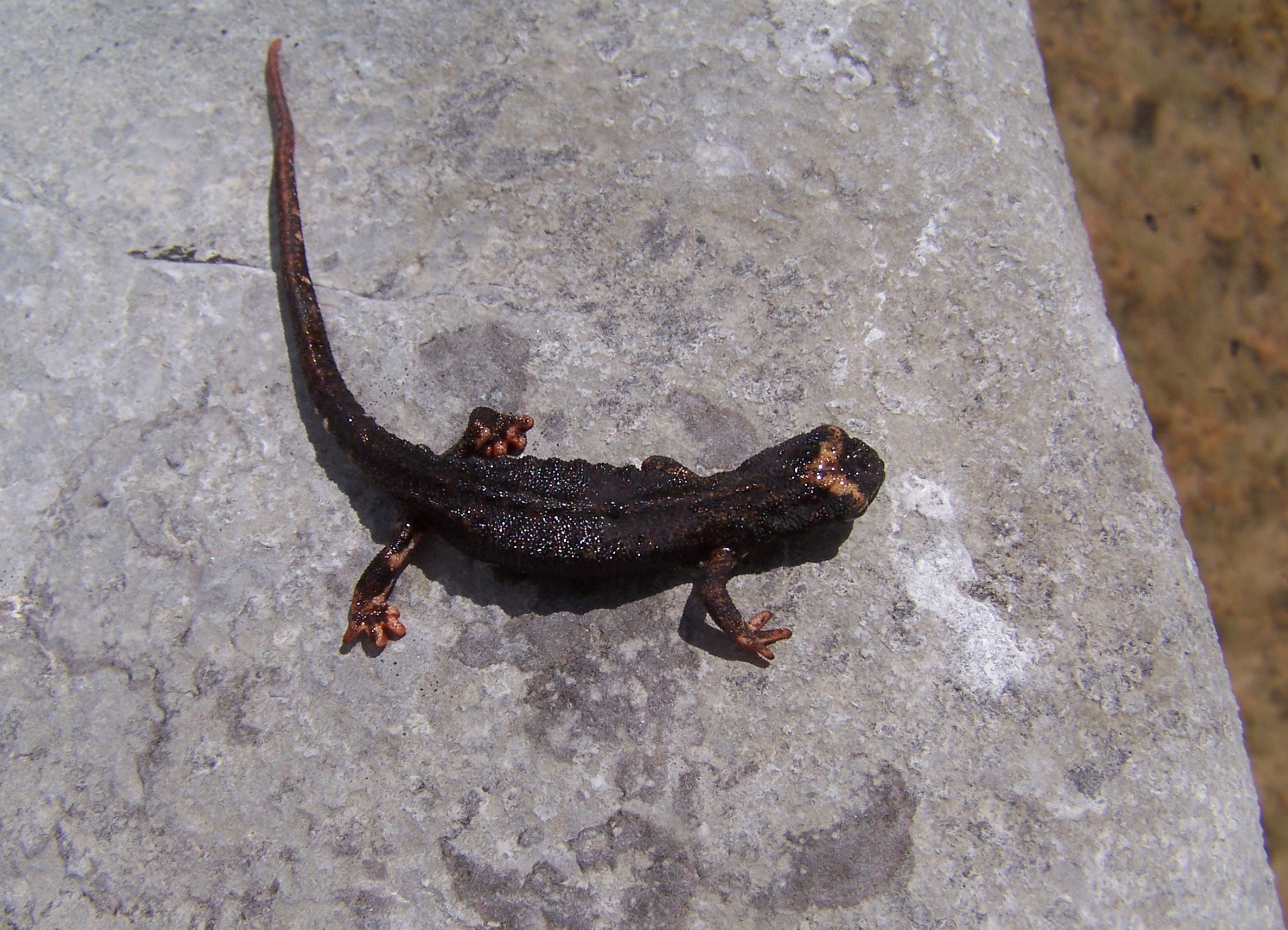

## Các loài
- Salamandrina perspicillata
- Salamandrina terdigitata